# Rolando Bianchi
Rolando Bianchi (ur. 15 lutego 1983 w Bergamo) – włoski piłkarz występujący na pozycji napastnika. Zawodnik klubu Pro Vercelli.

## Kariera klubowa
Rolando Bianchi zawodową karierę rozpoczynał w młodzieżowych drużynach Atalanty BC. Trenerzy drużyny juniorów w 2000 roku polecili Włocha trenerowi dorosłej kadry zespołu „Nerazzurrich”. Tam jednak piłkarz wystąpił w zaledwie 1 spotkaniu i powrócił do drużyny juniorów. W 2001 roku znów trafił do dorosłej kadry zespołu z Bergamo. Wystąpił w 3 meczach, ale szkoleniowiec włoskiej drużyny odesłał go ponownie do młodzieżowego zespołu, gdzie i tym razem zaczął grać na wysokim poziomie. W wieku 19 lat Rolando dostał jedną szansę i tym razem ją wykorzystał. Włoch wystąpił w 16 spotkaniach, w których co prawda nie wpisał się na listę strzelców, ale początkowo był ustawiany na pozycji pomocnika. Na rundę jesienną sezonu 2003/2004 Bianchi został wypożyczony do Cagliari Calcio, gdzie zrobił duże wrażenie na ówczesnym szkoleniowcu. Wypożyczenie się jednak skończyło, Rolando wrócił do Atalanty, gdzie już do końca sezonu siedział na ławce rezerwowych. Wykorzystali to działacze „Rossoblu”, którzy w okienku transferowym w 2004 roku wykupili Bianchiego. Włodarze Cagliari jednak zawiedli się na Włochu, który w 25 meczach zaledwie dwukrotnie wpisał się na listę strzelców.
Rolando został wystawiony na sprzedaż i ostatecznie trafił do drużyny Reggina Calcio, gdzie początkowo pełnił rolę rezerwowego, jednak w końcówce sezonu systematycznie dostawał szansę gry. Rozegrał 9 meczów w których zdobył tylko 1 gola, ale trener włoskiego zespołu zdecydował się pozostawić Bianchiego w kadrze. Jak się później okazało była to znakomita decyzja. W następnym sezonie włoski napastnik zdobył 18 bramek i razem z Nicola Amoruso (17 trafień) stworzył bardzo dobry duet napastników. Wielu działaczy innych klubów zainteresowało się pozyskaniem Włocha. Gdy było już niemal pewne, że Bianchi trafi do beniaminka Serie A – SSC Napoli okazało się, że „Azzurri” nie podpisali jednak kontraktu z jednym z włoskim snajperem. Bianchi znalazł się więc w kręgu zainteresowań innych klubów, na czele z takimi ekipami jak ACF Fiorentina i AC Milan. Sam zainteresowany powiedział, że jego marzeniem jest zagrać dla Milanu.
W lipcu 2007 roku Bianchi za 13 milionów euro przeszedł ostatecznie do Manchesteru City. Nie spełnił jednak pokładanych w nim nadziei i został wypożyczony do S.S. Lazio wraz z opcją transferu definitywnego. Debiut Włocha w barwach ekipy „Biancocelestich” zakończył się dla niego czerwoną kartką w spotkaniu przeciwko Torino FC. 23 sierpnia 2008 roku Bianchi podpisał kontrakt właśnie z Torino. W pierwszym występie w nowym klubie strzelił gola w wygranym meczu z Lecce.

## Kariera reprezentacyjna
Bianchi ma za sobą występy w młodzieżowych reprezentacjach Włoch. Grał w drużynach do lat 17, 20 i 21, dla których łącznie rozegrał 18 spotkań i zdobył 8 goli. Najwięcej występów zaliczył dla zespołu do lat 21, w którym zadebiutował 3 września 2004 roku w wygranym 2:0 spotkaniu z młodzieżową drużyną Norwegii. Razem z juniorami „Squadra Azzura” Bianchi między innymi wystąpił w Mistrzostwach Europy U-21 2006, które odbyły się w Portugalii. Na imprezie tej zagrał w 3 meczach i strzelił 1 gola. Włosi w swojej grupie zajęli 3. lokatę i odpadli z Euro.